# Friedrich-Wilhelm Ulrich
Friedrich-Wilhelm Ulrich (Packebusch, 20 oktober 1953) is een Oost-Duits voormalig roeier. Hij maakte zijn debuut met de wereldtitel in de acht tijdens de Wereldkampioenschappen roeien 1975. Een jaar later nam hij voor de eerste maal deel aan de Olympische Zomerspelen 1976 en won toen samen met Harald Jährling en Georg Spohr als stuurman de olympische titel. Een jaar later won Ulrich met dezelfde ploeggenoten de zilveren medaille tijdens de Wereldkampioenschappen roeien 1977. Op de Wereldkampioenschappen roeien 1978 won hij zijn tweede wereldtitel in de acht. Ulrich prolongeerde zijn olympische titel tijdens de Olympische Zomerspelen 1980 en deed dit met dezelfde ploeggenoten als vier jaar eerder.

## Resultaten
- Wereldkampioenschappen roeien 1975 in Nottingham  in de acht
- Olympische Zomerspelen 1976 in Montreal  in de twee-met-stuurman
- Wereldkampioenschappen roeien 1977 in Amsterdam  in de twee-met-stuurman
- Wereldkampioenschappen roeien 1978 in Cambridge  in de acht
- Olympische Zomerspelen 1980 in Moskou  in de twee-met-stuurman

1900: François Brandt & Roelof Klein ·
1920: Ercole Olgeni & Giovanni Scatturin & Guido de Filip ·
1924: Édouard Candeveau & Alfred Felber & Émile Lachapelle ·
1928: Hans Schöchlin & Karl Schöchlin & Hans Bourquin ·
1932: Joseph Schauers & Charles Kieffer & Edward Jennings ·
1936: Gerhard Gustmann & Herbert Adamski & Dieter Arend ·
1948: Finn Pedersen & Tage Henriksen & Carl Ebbe Andersen ·
1952: Raymond Salles & Gaston Mercier & Bernard Malivoire ·
1956: Arthur Ayrault & Conn Findlay & Armin Kurt Seiffert ·
1960: Bernhard Knubel & Heinz Renneberg & Klaus Zerta ·
1964: Edward Ferry & Conn Findlay & Henry Kent Mitchell ·
1968: Primo Baran & Renzo Sambo & Bruno Cipolla ·
1972: Wolfgang Gunkel & Jörg Lucke & Klaus-Dieter Neubert ·
1976: Harald Jährling & Friedrich-Wilhelm Ulrich & Georg Spohr ·
1980: Harald Jährling & Friedrich-Wilhelm Ulrich & Georg Spohr ·
1984: Carmine Abbagnale & Giuseppe Abbagnale & Giuseppe Di Capua ·
1988: Carmine Abbagnale & Giuseppe Abbagnale & Giuseppe Di Capua ·
1992: Jonathan Searle & Gregory Searle & Garry Herbert